# Gmeliniet

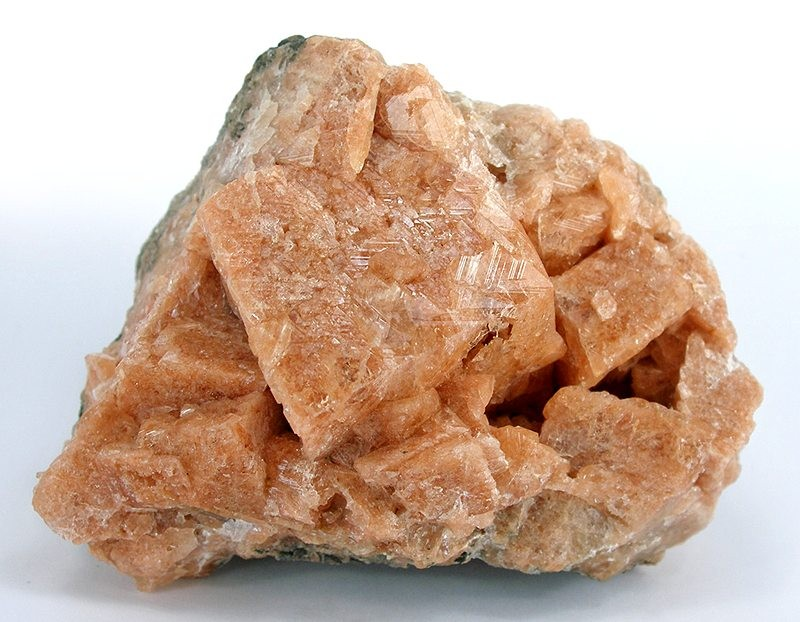
Gmeliniet

Het mineraal gmeliniet is een gehydrateerd natrium-calcium-kalium-aluminium-silicaat met de chemische formule (Na2,Ca,K2)Al2Si4O12·6(H2O). Het tectosilicaat behoort tot de zeolieten.

## Eigenschappen
Het doorzichtig tot doorschijnend witte, roze of groenwitte gmeliniet heeft een glas- tot doffe glans, een witte streepkleur en de splijting is goed volgens het kristalvlak [1010] en delend volgens [0001]. Gmeliniet heeft een gemiddelde dichtheid van 2,09 en de hardheid is 4,5. Het kristalstelsel is hexagonaal en de radioactiviteit van het mineraal is nauwelijks meetbaar. Afhankelijk van de precieze samenstelling ligt de gamma ray waarde volgens het American Petroleum Institute tussen de 4,58 en 91,48.

## Naamgeving
Het mineraal gmeliniet is genoemd naar de Duitse mineraloog en scheikundige Christian Gottlob Gmelin (1792 - 1860).

## Voorkomen
Gmeliniet komt vooral voor als verweringsproduct van basalten. De typelocatie is de Montecchio Maggiore, Vicenza, Italië.